# Dulsk (powiat inowrocławski)
Dulsk – wieś w Polsce, położona w województwie kujawsko-pomorskim, w powiecie inowrocławskim, w gminie Inowrocław.

## Podział administracyjny
W latach 1954–1961 wieś należała i była siedzibą władz gromady Dulsk, po jej zniesieniu w gromadzie Radojewice. W latach 1975–1998 miejscowość należała administracyjnie do województwa bydgoskiego.

## Demografia
Według Narodowego Spisu Powszechnego (III 2011 r.) wieś liczyła 186 mieszkańców. Jest dwudziestą co do wielkości miejscowością gminy Inowrocław.